# Neolophonotus midas
Neolophonotus midas là một loài ruồi trong họ Asilidae. Neolophonotus midas được Londt miêu tả năm 1988. Loài này phân bố ở vùng nhiệt đới châu Phi.